# Собор Рождества Богородицы (Пирятин)
Собор Рождества Богородицы в Пирятине — культовое сооружение, действующий православный храм, который был построен в 1781 году в городе Пирятине Полтавской области. Памятник архитектуры регионального значения. Храм принадлежит УПЦ МП.

## История
Собор Рождества Богородицы в городе Пирятине Полтавской области построили в 1781 году по заказу и на деньги полкового есаула Андрея Ильченко.
Собор Рождества Богородицы построен в стиле украинского барокко. Его внешний вид напоминает вид деревянных церквей, которые строили в то время, хотя сам собор построили из камня. Здание трехчастное, прямоугольное в плане, одноглавое и вытянутое по оси с востока на запад. Поверхность стен украшена наличниками сложного рисунка, которые были характерным элементом украинского барокко. Углы здания подчеркивают выступающие пилястры, фасады завершались треугольными фронтонами.
Алтарь и притвор собора были перекрыты сводами, а над алтарем на четыре метра возвышалась купольная часть, которую перекрывал крестовый свод.
Постепенно количество прихожан увеличивалось и храм пришлось расширить. К центральной части строения присоединили деревянные рубленные пристройки, которые были облицованы кирпичом, и два крыльца с двумя парами деревянных колон, которые расположились с северной и южной стороны. В начале 1960 годов была разобрана колокольня в стиле позднего барокко, а крест с купола церкви был снят. Помещение стали использовать в качестве склада.
В1971 году были проведены реставрационные работы, которые вернули первоначальный облик здания.

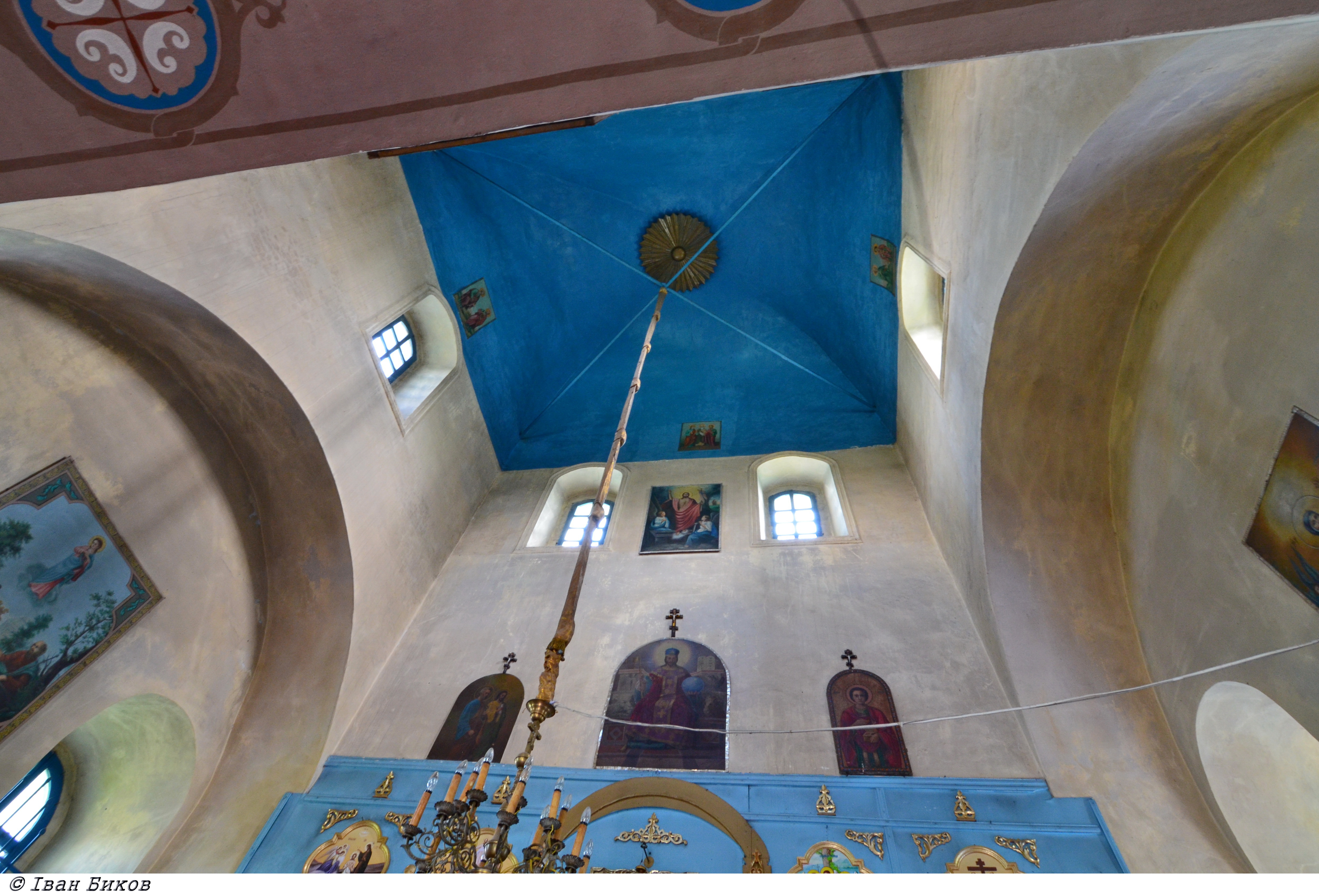
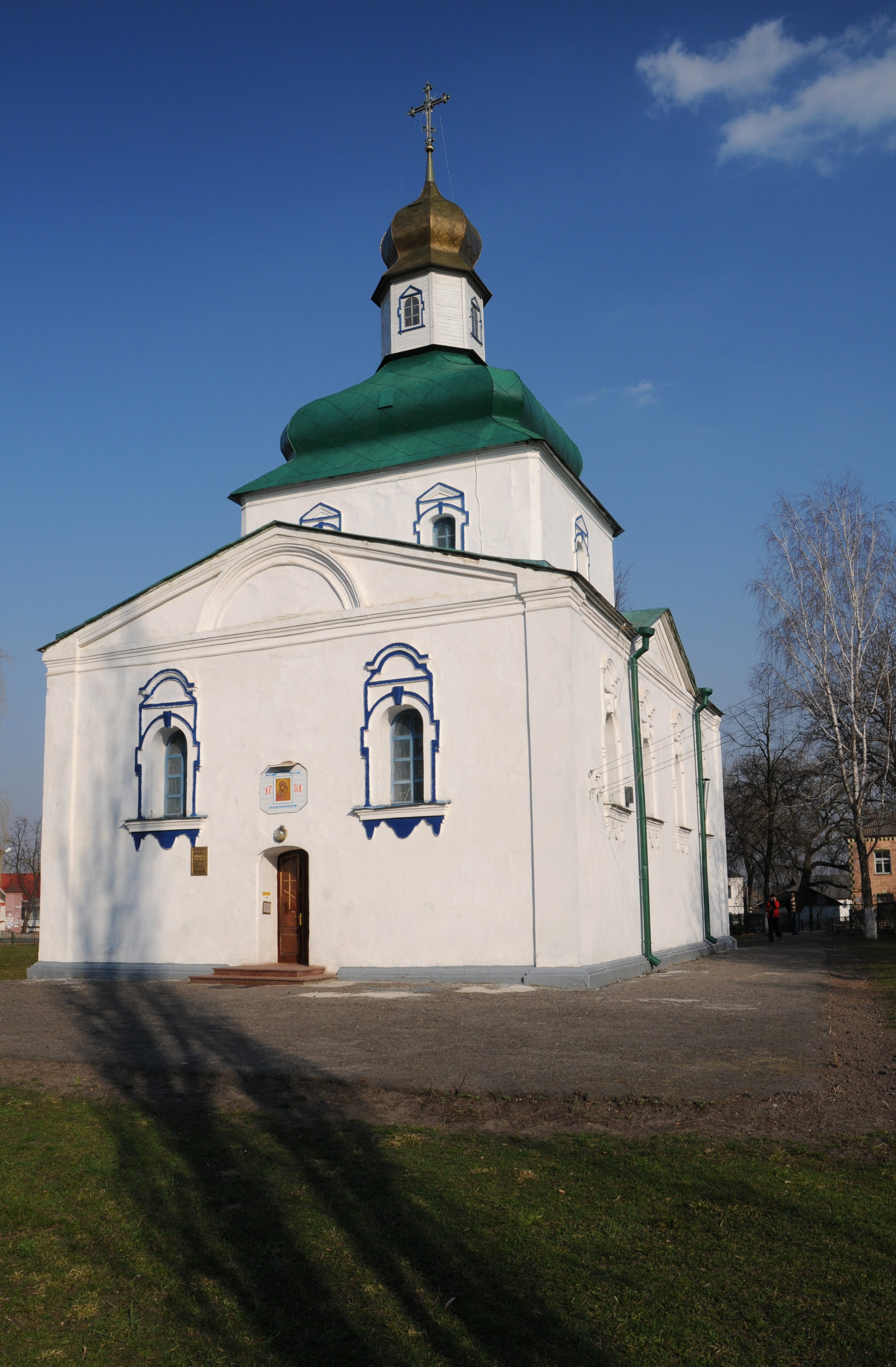
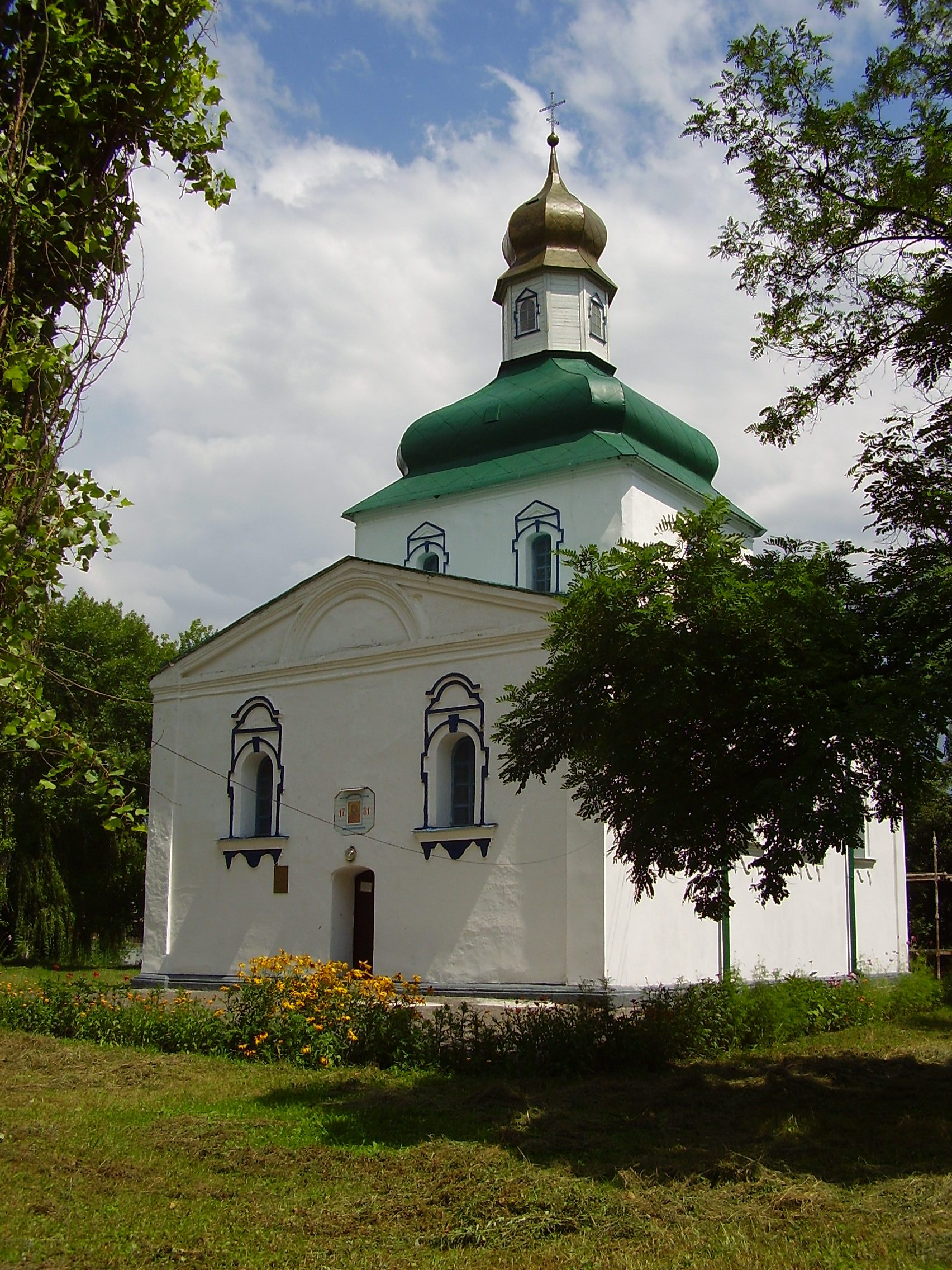
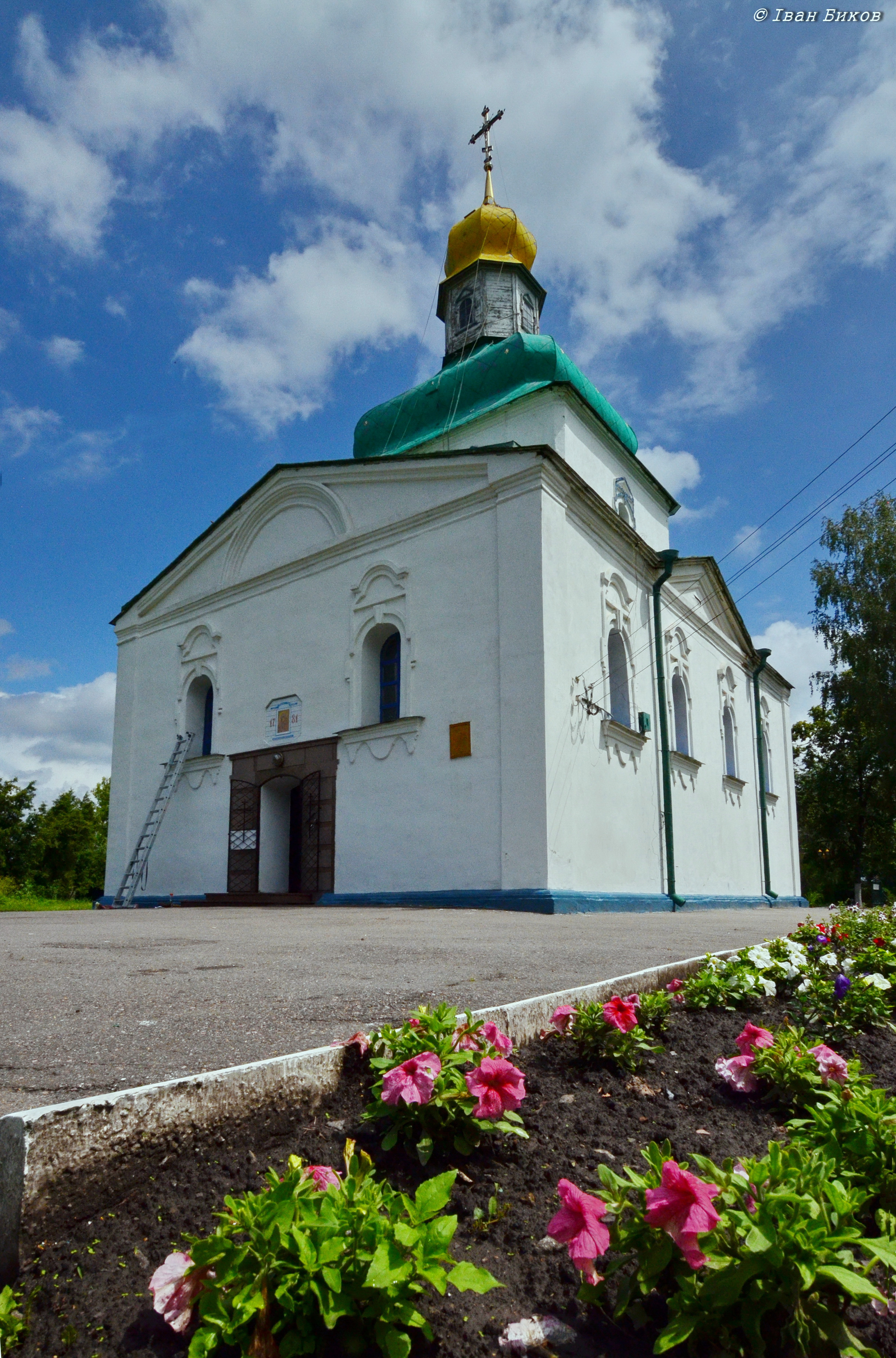
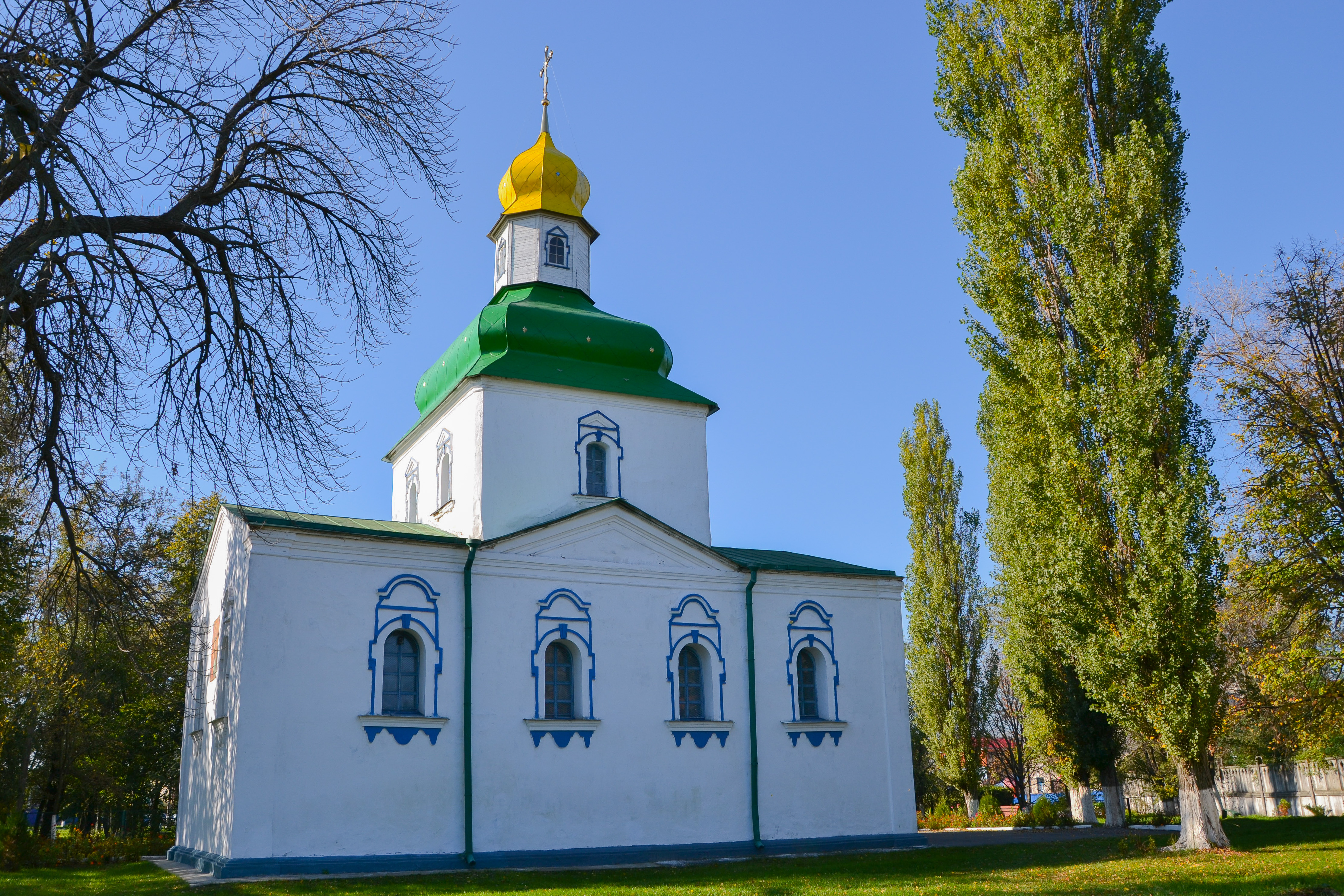
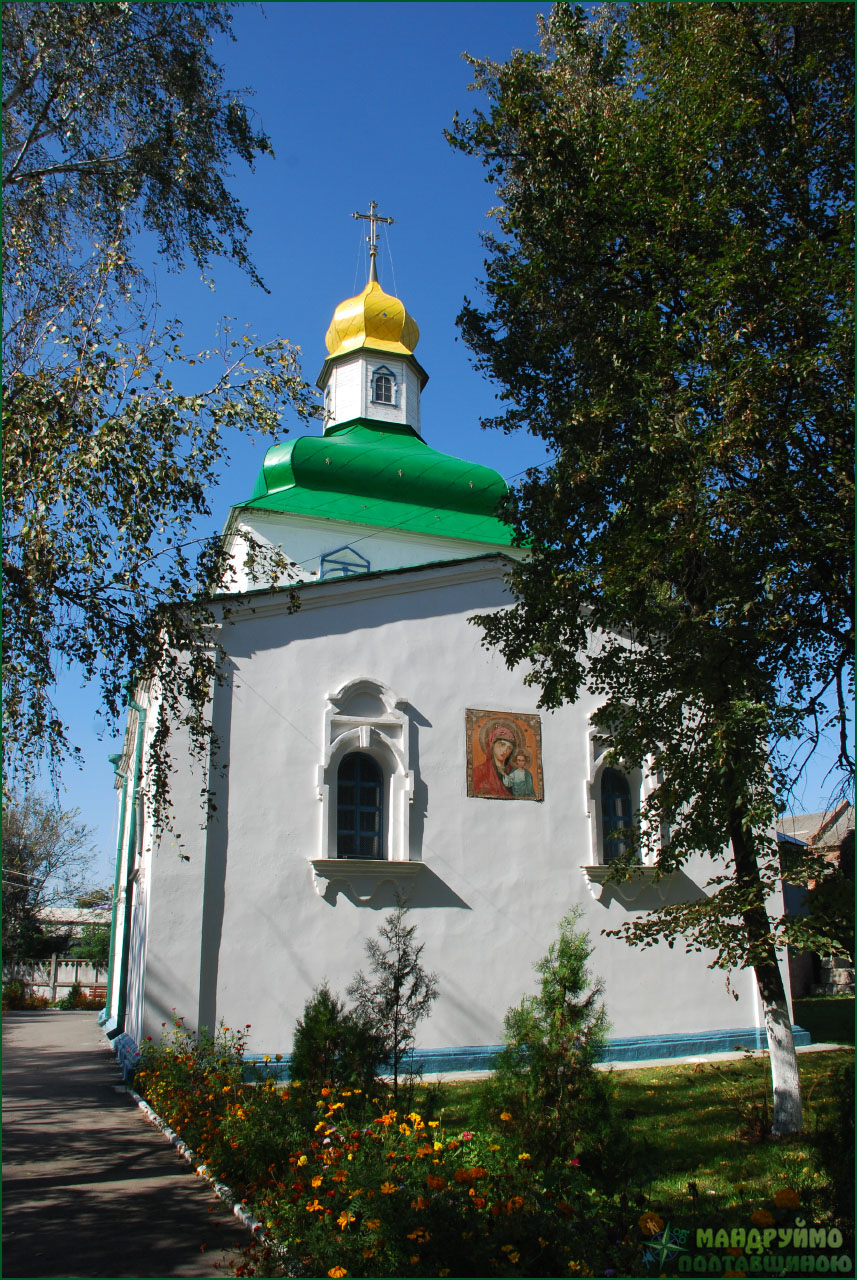
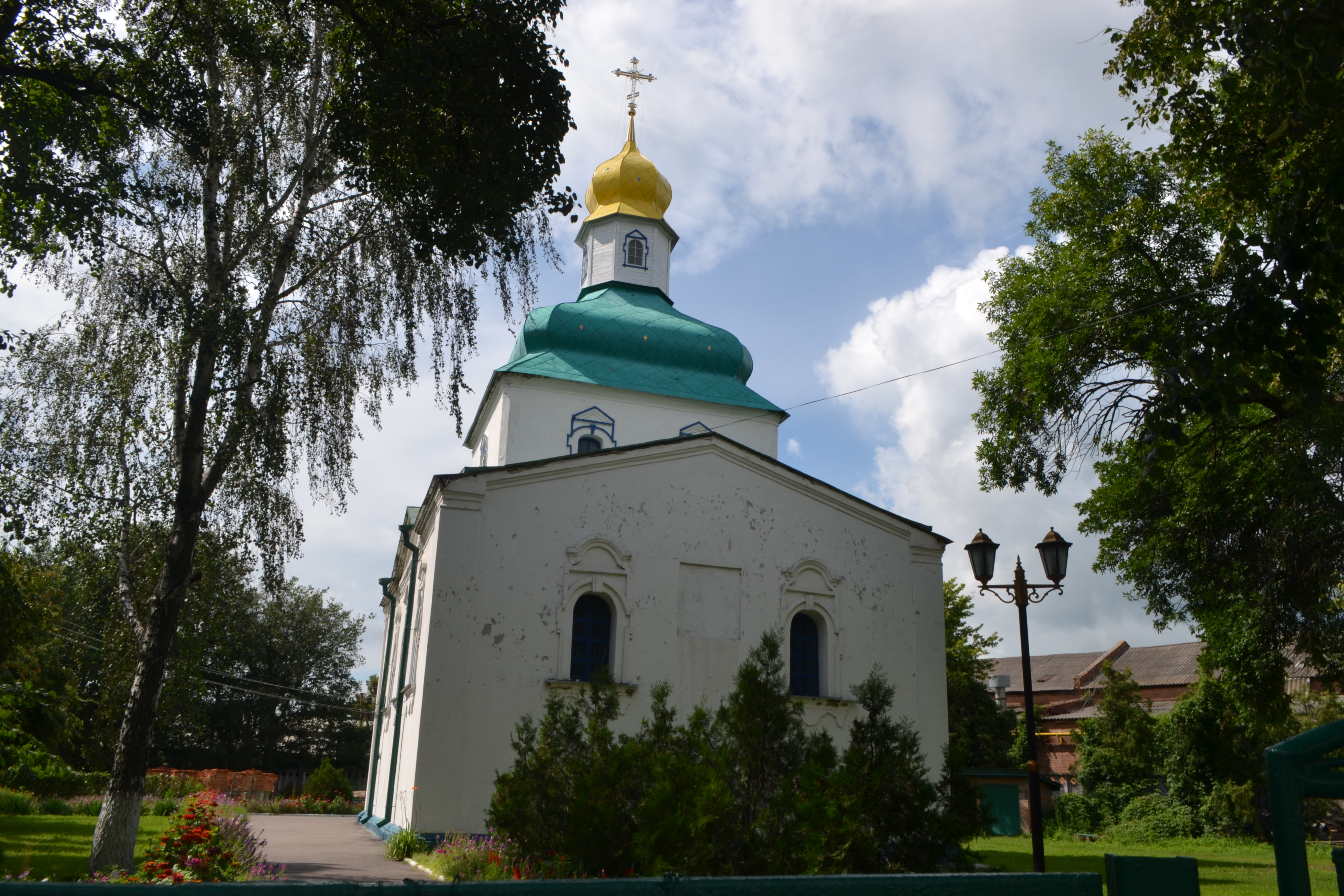

В начале 1960-х годов собор был закрыл. С 1980 года по 1990 год в нем располагался Пирятинский краеведческий музей. В данное время собор функционирует, относиться к УПЦ МП.
Храм представляет собой религиозную и историко-архитектурную достопримечательность города.
Собор Рождества Богородицы в Пирятине — памятник архитектуры регионального значения.
Храм вновь стал открыт для прихожан в конце 1980-х годов после того, как были проведены работы украинскими научно-реставрационными производственными мастерскими.
2 июля 2014 года в храме возник пожар, который был ликвидирован. Пострадали деревянные конструкции колокольни, колокола, кровля.
Настоятель Собора Рождества Богородицы — Михаил Алексеевич Цико.